# Поверхневе напруження
Поверхневе напруження (англ. surface stress, рос. поверхностное напряжение) — робота, необхідна для утворення одиниці площі нової поверхні при розтягуванні в рівноважних умовах. Вона чисельно рівна силі, що діє в j-тому напрямку на одиницю довжини краю, який є нормальним до і-того напрямку. Сила має бути прикладеною до кінцевої поверхні, щоб утримати її в рівновазі, при чому напрямки і-тий та j-тий повинні лежати в площині поверхні.